# Mercedes (Camarines Norte)
Mercedes (Bayan ng Mercedes) är en kommun i Filippinerna. Kommunen ligger på ön Luzon, och tillhör provinsen Camarines Norte. Folkmängden uppgår till 50 841 invånare.

## Barangayer
Mercedes är indelat i 26 barangayer.
| - Apuao - Barangay I (Pob.) - Barangay II (Pob.) - Barangay III (Pob.) - Barangay IV (Pob.) - Barangay V (Pob.) - Barangay VI (Pob.) - Barangay VII (Pob.) - Canimog - Caringo - Catandunganon - Cayucyucan - Colasi - Del Rosario (Tagongtong) | - Gaboc - Hamoraon - Hinipaan - Lalawigan - Lanot - Mambungalon - Manguisoc - Masalongsalong - Matoogtoog - Pambuhan - Quinapaguian - San Roque - Tarum |